# Dämonen-Land
Dämonen-Land (Untertitel ab Heft 5: Die besten Horror-Romane unserer Zeit) war eine Horror-Heftroman-Serie, die von 1989 bis 1996 mit insgesamt 176 Ausgaben im Bastei-Verlag erschien. Einen Großteil der Ausgaben bildeten Nachdrucke bereits in anderen Serien erschienener Erzählungen, insbesondere aus den Serien Gespenster-Krimi und Vampir-Horror-Roman.

## Allgemeines
Die Serie erschien erstmals am 10. Oktober 1989 im 14-täglichen Rhythmus. Anfangs wurden anfangs vor allem Romane aus der Bastei-Serie Gespenster-Krimi neu aufgelegt. Insgesamt wurden aber auch 18 neue Romane (23, 50, 52, 75, 86, 100, 107, 109, 111, 114, 120, 132, 136, 141, 145, 150, 152 & 168) für diese Serie geschrieben. Nach mehreren Jahren Pause erschien in dieser Serie ein neuer Tony-Ballard-Roman, der das Ende der Heftroman-Serie Tony Ballard mit den neuen Tony Ballard-Romanen im Zaubermond-Verlag verknüpfte. Ebenso erfuhr Wolfgang Hohlbeins Serie Der Hexer von Salem eine kurzlebige Fortsetzung. Die Serie bestand ähnlich wie beim Gespenster-Krimi aus Einzelromanen und kleinen Subserien, die keine Verbindung untereinander hatten. Die Nachauflagen sind teilweise überarbeitet.
Seit Band 15 gab es auf Seite 3 eine Rückschau auf das alte Titelbild. Ein Lexikon der Magie ist von in Nummer 1–15 enthalten. Ab Band 50 war, jedoch nicht in jedem Band, das Lexikon Die besten Horror-Filme aller Zeiten" enthalten (Autoren: Frank Rehfeld und Michael Schönenbröcher). Band 100 enthält Der schlechteste Horror-Film aller Zeiten. Nummer 31, 36, 40, 44, 50, 52, 59, 62, 67, 74, 100 enthalten Autorenportraits.
Die Hefte erschienen zweiwöchentlich, der Umfang war 66 Seiten. Der Preis stieg von DM 1,60 am Anfang auf DM 2,50 am Schluss.
Die Serie wurde am 9. Juli 1996 mit Band 176 eingestellt.

## Titelliste
| Nr. | Autor                             | Titel                                 | Jahr (EA) | Reihe (EA)                   |
| --- | --------------------------------- | ------------------------------------- | --------- | ---------------------------- |
| 001 | Hugh Walker                       | Vampire unter uns                     | 1972      | Vampir-Horror-Roman 1        |
| 002 | Hivar Kelasker                    | Der Werwolf                           | 1973      | Vampir-Horror-Roman 56       |
| 003 | Neal Davenport                    | Das Dämonenhaus                       | 1974      | Gespenster-Krimi 46          |
| 004 | Hugh Walker                       | Lebendig begraben                     | 1973      | Vampir-Horror-Roman 24       |
| 005 | A. F. Morland                     | Die Höllenbrut                        | 1974      | Gespenster-Krimi 47          |
| 006 | Hal W. Leon                       | Geisterpiraten                        | 1976      | Vampir-Horror-Roman 167      |
| 007 | Wolfgang Hohlbein                 | Der achtbeinige Tod                   | 1981      | Gespenster-Krimi 414         |
| 008 | Hugh Walker                       | Herrin der Wölfe                      | 1973      | Vampir-Horror-Roman 16       |
| 009 | Rebecca LaRoche                   | Das doppelte Gesicht                  | 1975      | Gespenster-Krimi 116         |
| 010 | Earl Warren                       | Die Voodoo-Königin                    | 1974      | Gespenster-Krimi 21          |
| 011 | Dan Shocker                       | Das Grauen                            | 1968      | Silber-Krimi 747             |
| 012 | Hugh Walker                       | Die Blutgräfin                        | 1973      | Vampir-Horror-Roman 20       |
| 013 | Uwe Erichsen                      | Der Alchimist des Bösen               | 1975      | Vampir-Horror-Roman 135      |
| 014 | Wolfgang Hohlbein                 | Die Nacht der Giganten                | 1981      | Gespenster-Krimi 423         |
| 015 | Cedric Balmore                    | Der Geist im Totenbrunnen             | 1974      | Vampir-Horror-Roman 93       |
| 016 | Robert Lory                       | Dracula kehrt zurück                  | 1974      | Vampir Taschenbuch 5         |
| 017 | Hugh Walker                       | Das Haus der bösen Puppen             | 1973      | Vampir-Horror-Roman 14       |
| 018 | Rebecca LaRoche                   | Das mordende Gehirn                   | 1974      | Gespenster-Krimi 35          |
| 019 | Hal W. Leon                       | Totentanz der Ghouls                  | 1975      | Vampir-Horror-Roman 150      |
| 020 | Earl Warren                       | Die Mörderbäume                       | 1976      | Gespenster-Krimi 138         |
| 021 | Ernst Vlcek                       | Im Zeichen des Bösen                  | 1973      | Vampir-Horror-Roman 23       |
| 022 | Hugh Walker                       | Ich, der Vampir                       | 1973      | Vampir-Horror-Roman 22       |
| 023 | Wolfgang Hohlbein                 | Lovecrafts Reise ins Grauen           | 1990      | [Originalausgabe]            |
| 024 | Frederic Collins                  | Die Geisterreiter                     | 1979      | Gespenster-Krimi 309         |
| 025 | Cedric Balmore                    | Meine Mutter, die Dämonin             | 1975      | Vampir-Horror-Roman 151      |
| 026 | Peter Saxon                       | Ewige Schreie                         | 1971      | Horror expert 4              |
| 027 | Hugh Walker                       | Die gelbe Villa der Selbstmörder      | 1975      | Vampir-Horror-Roman 100      |
| 028 | James R. Burcette                 | Das Dorf der Wolfsmenschen            | 1974      | Vampir-Horror-Roman 78       |
| 029 | Robert Lamont                     | Das Schloß der Dämonen                | 1974      | Professor Zamorra 1          |
| 030 | G. J. Arnaud                      | Der Schwarze Tod                      | 1973      | Vampir-Horror-Roman 41       |
| 031 | Logan Derek                       | Wenn der Banshee klagt...             | 1981      | Vampir-Horror-Roman 429      |
| 032 | B. R. Bruss                       | Trommel des Todes                     | 1974      | Vampir-Horror-Roman 49       |
| 033 | Hugh Walker                       | Hexen im Leib                         | 1976      | Vampir-Horror-Roman 184      |
| 034 | Victor Jay                        | Engel der Hölle                       | 1971      | Horror expert 3              |
| 035 | Peter Saxon                       | Das Schloß der Vampire                | 1973      | Vampir-Horror-Roman 30       |
| 036 | Hal W. Leon                       | Die Geliebte des Hexenjäger           | 1976      | Vampir-Horror-Roman 178      |
| 037 | Ernst Vlcek                       | Die Geburt des Bösen                  | 1978      | Vampir-Horror-Roman 265      |
| 038 | W. K. Giesa                       | Eine Welt für Vampire                 | 1982      | Gespenster-Krimi 438         |
| 039 | John Willow                       | Der Druidenzauber                     | 1977      | Vampir-Horror-Roman 230      |
| 040 | Dan Shocker                       | Schreckensnacht auf Burg Frankenstein | 1981      | Zauberkreis Taschenbuch 62   |
| 041 | Hugh Walker                       | Die Robot-Mörder                      | 1976      | Vampir-Horror-Roman 190      |
| 042 | Frederic Crane                    | Der Fluch des Hauses Geston           | 1979      | Gespenster-Krimi 300         |
| 043 | Marilyn Ross                      | Sein erstes Opfer                     | 1977      | Vampir-Horror-Roman 211      |
| 044 | A. F. Morland                     | Schrei, wenn der Werwolf kommt!       | 1974      | Gespenster-Krimi 18          |
| 045 | Cedric Balmore                    | Das Grauen geht um                    | 1975      | Vampir-Horror-Roman 116      |
| 046 | Frederic Collins                  | Das Zeichen der Angst                 | 1975      | Gespenster-Krimi 111         |
| 047 | Ernst Vlcek                       | Der Werwolf und die Hexen             | 1978      | Vampir-Horror-Roman 267      |
| 048 | Logan Derek                       | Die Meer-Bestie                       | 1979      | Gespenster-Krimi 290         |
| 049 | Uwe Voehl                         | Das Archiv der schwarzen Särge        | 1981      | Vampir-Horror-Roman 419      |
| 050 | Hugh Walker                       | Die Hölle in mir                      | 1991      | [Originalausgabe]            |
| 051 | Jake Ross                         | Meine Seele dem Teufel                | 1983      | Mac Kinsey 1                 |
| 052 | Arndt Ellmer                      | Im Bann der großen Alten              | 1991      | [Originalausgabe]            |
| 053 | Frank Sky                         | Das Grab des Vampirs                  | 1974      | Vampir-Horror-Roman 86       |
| 054 | Neal Davenport                    | Wölfe in der Stadt                    | 1973      | Vampir-Horror-Roman 19       |
| 055 | B. R. Bruss                       | Die Hexenmeister                      | 1972      | Vampir-Horror-Roman 2        |
| 056 | W. K. Giesa                       | Die Drachenpest                       | 1980      | Vampir-Horror-Roman 393      |
| 057 | Hugh Walker                       | Im Wald der Verdammten                | 1978      | Vampir-Horror-Roman 261      |
| 058 | Hugh Walker                       | Kreaturen der Finsternis              | 1978      | Vampir-Horror-Roman 262      |
| 059 | Cedric Balmore                    | Der Vampir der Oper                   | 1975      | Vampir-Horror-Roman 105      |
| 060 | Earl Warren                       | Josephas Henker                       | 1974      | Vampir-Horror-Roman 54       |
| 061 | Uwe Voehl                         | Im Kaufhaus des Grauens               | 1980      | Vampir-Horror-Roman 363      |
| 062 | Wolfgang Hohlbein                 | Als der Meister starb                 | 1983      | Gespenster-Krimi 567         |
| 063 | Frank Bowman                      | Der fremde Blick                      | 1983      | Gespenster-Krimi 497         |
| 064 | Dan Shocker                       | Das Monster-Testament                 | 1982      | Zauberkreis Taschenbuch 66   |
| 065 | Gay D. Carson                     | Der Todeskuß                          | 1975      | Vampir-Horror-Roman 110      |
| 066 | Alphonse Brutsche                 | Der Totentanz                         | 1972      | Vampir-Horror-Roman 3        |
| 067 | Vernon Graves                     | Der steinerne Götze                   | 1984      | Gespenster-Krimi 535         |
| 068 | B. R. Bruss                       | Die magische Seuche                   | 1973      | Vampir-Horror-Roman 32       |
| 069 | Rebecca LaRoche                   | Ich, der Dämon                        | 1977      | Vampir-Horror-Roman 248      |
| 070 | Hugh Walker                       | Masken des Todes                      | 1974      | Vampir Taschenbuch 12        |
| 071 | Rebecca LaRoche                   | Der Herr der Eiswelt                  | 1977      | Vampir-Horror-Roman 249      |
| 072 | Brian Lumley                      | Die Herrschaft der Monster            | 1975      | Vampir Taschenbuch 29        |
| 073 | Rebecca LaRoche                   | Der Gefangene der Spiegel             | 1977      | Vampir-Horror-Roman 250      |
| 074 | Uwe Voehl                         | Besuch aus einem Totenhaus            | 1981      | Vampir-Horror-Roman 435      |
| 075 | A. F. Morland                     | Das Böse lebt                         | 1992      | [Originalausgabe]            |
| 076 | Al Fredric                        | Das Mörder-Auge                       | 1975      | Vampir-Horror-Roman 117      |
| 077 | Daimon Fox                        | Dämonenrache                          | 1983      | Gespenster-Krimi 506         |
| 078 | Hugh Walker                       | Die Tochter der Hexe                  | 1973      | Vampir-Horror-Roman 40       |
| 079 | Henry Quinn                       | Eisvampire                            | 1977      | Dämonenkiller Taschenbuch 29 |
| 080 | Earl Warren                       | Der Götze vom anderen Stern           | 1976      | Vampir-Horror-Roman 183      |
| 081 | B. R. Bruss                       | Geister im Moor                       | 1972      | Vampir-Horror-Roman 4        |
| 082 | Norman Thackery                   | Der Spiegel des Grauens               | 1982      | Gordon Black 1               |
| 083 | Ivar Jorgensen                    | Gefangener im Totenreich              | 1979      | Gespenster-Krimi 314         |
| 084 | Peter Randa                       | Der lebende Leichnam                  | 1972      | Vampir-Horror-Roman 6        |
| 085 | Wolfgang Hohlbein                 | Schattenreiter                        | 1981      | Gespenster-Krimi 408         |
| 086 | Arndt Ellmer                      | Die Spur der Großen Alten             | 1993      | [Originalausgabe]            |
| 087 | Cedric Balmore                    | Die Plüschbestien                     | 1975      | Vampir-Horror-Roman 147      |
| 088 | Dan Shocker                       | Die Horror-Braut                      | 1983      | Zauberkreis Taschenbuch 78   |
| 089 | W. A. Hary                        | Der Sensenmann                        | 1979      | Gespenster-Krimi 298         |
| 090 | Logan Derek                       | Wolfsgezücht                          | 1981      | Silber Grusel-Krimi 308      |
| 091 | Hugh Walker                       | Blutfest der Dämonen                  | 1975      | Vampir Taschenbuch 17        |
| 092 | Ralf Bromberg                     | Gruft des Grauens                     | 1983      | Silber Grusel-Krimi 363      |
| 093 | Lex Willcox                       | Die Nacht der Bestien                 | 1976      | GW 1                         |
| 094 | Evangeline Walton                 | Der Hexenkreis                        | 1973      | Vampir Taschenbuch 7         |
| 095 | Wolfgang Hohlbein                 | Das Schwert des Bösen                 | 1982      | Gespenster-Krimi 434         |
| 096 | T. R. Mahn                        | Der Unheimliche vom Todesschloß       | 1973      | Gespenster-Krimi 2           |
| 097 | Cyril F. Toncer                   | Rebellion der Regenwürmer             | 1974      | Vampir-Horror-Roman 95       |
| 098 | Uwe Voehl                         | Das Haus der Alpträume                | 1981      | Vampir-Horror-Roman 449      |
| 099 | Wolfgang Hohlbein                 | Rückkehr des Hexers                   | 1992      | Bastei Taschenbuch 28209     |
| 100 | Monster-Mike                      | Einmal Hölle und zurück               | 1993      | [Originalausgabe]            |
| 101 | Jason Dark                        | Ihr Mann, der Zombie                  | 1983      | Gespenster-Krimi 500         |
| 102 | David Case                        | Der entfesselte Dämon                 | 1979      | Vampir-Horror-Roman 344      |
| 103 | Gay D. Carson                     | Die Ratten kommen                     | 1975      | Vampir-Horror-Roman 101      |
| 104 | B. R. Bruss                       | Die Bestien                           | 1972      | Vampir-Horror-Roman 9        |
| 105 | Brian Lumley                      | Die Herrscher in der Tiefe (1. Teil)  | 1979      | Bastei-Horror-Bibliothek 12  |
| 106 | Brian Lumley                      | Die Herrscher in der Tiefe (2. Teil)  | 1979      | Bastei-Horror-Bibliothek 12  |
| 107 | Wolfgang Hohlbein                 | Das Labyrinth von London              | 1993      | [Originalausgabe]            |
| 108 | Peter Dubina                      | Der Dämonenjäger von Rom              | 1981      | Vampir-Horror-Roman 427      |
| 109 | R. H. Baker                       | Der Fluch des Schamanen               | 1993      | [Originalausgabe]            |
| 110 | Dan Shocker                       | Gespenster-Treff Burg Frankenstein    | 1984      | Zauberkreis Taschenbuch 81   |
| 111 | Frank Rehfeld                     | Jäger der Nacht                       | 1994      | [Originalausgabe]            |
| 112 | Robert Lory                       | Draculas Opfer                        | 1974      | Vampir Taschenbuch 9         |
| 113 | Hugh Walker                       | Die Blut GmbH                         | 1973      | Vampir-Horror-Roman 45       |
| 114 | Wolfgang Hohlbein                 | Fluch aus der Vergangenheit           | 1994      | [Originalausgabe]            |
| 115 | Hugh Walker                       | Drakula lebt                          | 1973      | Vampir-Horror-Roman 46       |
| 116 | Peter Randa                       | Das Gespensterschloß                  | 1974      | Vampir-Horror-Roman 57       |
| 117 | Hugh Walker                       | Drakulas Rache                        | 1974      | Vampir-Horror-Roman 81       |
| 118 | W. K. Giesa                       | Magirons Todesshow                    | 1982      | Der Magier 1                 |
| 119 | Hugh Walker                       | Die Blutpatrouille                    | 1975      | Vampir-Horror-Roman 123      |
| 120 | Arndt Ellmer                      | Der Plan der Großen Alten             | 1994      | [Originalausgabe]            |
| 121 | Wolfgang Hohlbein                 | Die Rache der Schattenreiter          | 1982      | Gespenster-Krimi 458         |
| 122 | Earl Warren                       | Der Fluch des Inka                    | 1974      | Gespenster-Krimi 32          |
| 123 | Alphonse Brutsche                 | Tödliche Kälte                        | 1972      | Horror expert 13             |
| 124 | W. K. Giesa, Manfred Weinland     | Aufbruch der Werwölfe                 | 1981      | Vampir-Horror-Roman 425      |
| 125 | Damion Fox                        | Der Psycho-Gigant                     | 1983      | Gespenster-Krimi 516         |
| 126 | Peter Dubina                      | Der Fluch der Borgias                 | 1981      | Vampir-Horror-Roman 443      |
| 127 | Uwe Voehl                         | Das Haus der Alpträume                | 1981      | Vampir-Horror-Roman 449      |
| 128 | Wolfgang Hohlbein                 | Horrortrip ins Schattenland           | 1984      | Gespenster-Krimi 459         |
| 129 | Gay D. Carson                     | Der Berg der Gnome                    | 1975      | Vampir-Horror-Roman 128      |
| 130 | I. A. Greenfield                  | Salem – Stadt der Hexen               | 1981      | Vampir-Horror-Roman 444      |
| 131 | A. F. Morland                     | Die Blutbestie                        | 1973      | Gespenster-Krimi 4           |
| 132 | Gordon Scott                      | Feuerfluch                            | 1994      | [Originalausgabe]            |
| 133 | Fritz Leiber                      | Spielball der Hexen                   | 1974      | Vampir Taschenbuch 4         |
| 134 | Frank Bowman                      | Satans Erbe                           | 1983      | Gespenster-Krimi 492         |
| 135 | Wolfgang Hohlbein                 | Merlins böses Ich                     | 1984      | Gespenster-Krimi 479         |
| 136 | Logan Derek                       | Der Augensammler                      | 1994      | [Originalausgabe]            |
| 137 | T. R. Mahn                        | Das Monster aus der Tiefe             | 1974      | Gespenster-Krimi 14          |
| 138 | R. Warner-Crozetti                | Die Kapuzenmänner                     | 1973      | Vampir-Horror-Roman 28       |
| 139 | Hugh Walker                       | Bestien der Nacht                     | 1976      | Dämonenkiller Taschenbuch 24 |
| 140 | Peter Dubina                      | Die Satansklaue                       | 1980      | Vampir-Horror-Roman 409      |
| 141 | Manfred Weinland                  | Schattenkinder                        | 1995      | [Originalausgabe]            |
| 142 | Wolfgang Hohlbein                 | Das Phantom der U-Bahn                | 1984      | Gespenster-Krimi 503         |
| 143 | Gay D. Carson                     | Weekend mit einem Teufel              | 1975      | Vampir-Horror-Roman 136      |
| 144 | A. F. Morland                     | Wenn sie aus den Gräbern steigen...   | 1981      | Tony Ballard 1               |
| 145 | Michael Knoke                     | Im Zeichen des Wolfs                  | 1995      | [Originalausgabe]            |
| 146 | Dan Shocker                       | Schreckensmahl                        | 1982      | Larry Brent 57               |
| 147 | Logan Derek                       | Draculas Bluthochzeit                 | 1980      | Vampir-Horror-Roman 339      |
| 148 | Peter Dubina                      | Aus dem Reich der Toten               | 1981      | Vampir-Horror-Roman 418      |
| 149 | Wolfgang Hohlbein                 | Der Kristallschädel                   | 1984      | Gespenster-Krimi 507         |
| 150 | Hugh Walker                       | Legende des Grauens                   | 1995      | [Originalausgabe]            |
| 151 | Peter Randa                       | Zu Gast beim Mr. Vampir               | 1974      | Vampir-Horror-Roman 77       |
| 152 | Uwe Voehl                         | Im Schloß der tausend Tode            | 1995      | [Originalausgabe]            |
| 153 | James R. Burcette                 | Der Herr der Untoten                  | 1978      | Vampir-Horror-Roman 270      |
| 154 | Ernst Vlcek                       | Das Böse wohnt der Tiefe              | 1978      | Dämonenkiller Taschenbuch 41 |
| 155 | Peter Dubina                      | Der schwarze Spiegel                  | 1981      | Vampir-Horror-Roman 442      |
| 156 | Wolfgang Hohlbein                 | Der Magier von Marona                 | 1984      | Gespenster-Krimi 514         |
| 157 | Brian Elliot                      | Der Eiswolf                           | 1984      | Gespenster-Krimi 518         |
| 158 | Linda du Breuil                   | Eleanors Baby                         | 1973      | Vampir-Horror-Roman 18       |
| 159 | Vernon Graves                     | Das Ungeheuer                         | 1978      | Gespenster-Krimi 237         |
| 160 | T. R. Mahn                        | Die Hexenkammer                       | 1976      | Gespenster-Krimi 131         |
| 161 | James R. Burcette                 | Die sanften Bestien                   | 1976      | Vampir-Horror-Roman 166      |
| 162 | Jason Dark                        | Der schwarze Engel                    | 1980      | Damona King 1                |
| 163 | K. U. Burgdorf                    | Der Turm der lebenden Toten           | 1984      | Gespenster-Krimi 524         |
| 164 | Hexer Stanley                     | Das Grauen von Chichen Itza           | 1975      | Silber Grusel-Krimi 78       |
| 165 | Al Frederic                       | Das Dorf der Besessenen               | 1975      | Gespenster-Krimi 76          |
| 166 | Logan Derek                       | Hexenfluch                            | 1979      | Vampir-Horror-Roman 327      |
| 167 | Earl Warren                       | Der Satansorden von Chalderon         | 1973      | Gespenster-Krimi 7           |
| 168 | Lutz Röder                        | Kind der Niedertracht                 | 1996      | [Originalausgabe]            |
| 169 | Damion Fox                        | Die Spur des Drachen                  | 1983      | Gespenster-Krimi 526         |
| 170 | Wolfgang Hohlbein, K. U. Burgdorf | Das Stonehenge-Monster                | 1983      | Gespenster-Krimi 530         |
| 171 | Hexer Stanley                     | Satans erste Garnitur                 | 1975      | Silber Grusel-Krimi 80       |
| 172 | Rebecca LaRoche                   | Der Dschungeldämon                    | 1975      | Gespenster-Krimi 104         |
| 173 | W. K. Giesa, Manfred Weinland     | Die Vampir-Klinik                     | 1980      | Gespenster-Krimi 340         |
| 174 | W. K. Giesa, Manfred Weinland     | Draculas Rückkehr                     | 1980      | Gespenster-Krimi 341         |
| 175 | W. K. Giesa, Manfred Weinland     | Draculas Höllenheer                   | 1980      | Gespenster-Krimi 342         |
| 176 | K. U. Burgdorf                    | Die Spinnen-Seuche                    | 1983      | Gespenster-Krimi 548         |